# Чарлс Корнволис
Чарлс Корнволис, први маркиз Корнволис (енгл. Charles Cornwallis, 1st Marquess Cornwallis; Лондон, 31. децембар 1738 — Газипур, 5. октобар 1805), је био генерал британске војске и колонијални управник. У САД и Уједињеном Краљевству је највише упамћен као један од водећих британских генерала у Америчком рату за независност. Његовом предајом 1781. удруженим америчким и француским војскама приликом опсаде Јорктауна су углавном окончана борбе у Северној Америци. Такође је служио као цивилни и војни гувернер Ирске и Индије. На оба места је донео значајне промене, укључујући закон о Унији у Ирској и Корнволисов код и Стално насељавање у Индији.
Рођен је у аристократској породици и образован је на Итону и Кембриџу. Корнволис је ступио у војску 1757. и борио се у Седмогодишњем рату. Након очеве смрти 1762. постао је ерл Корнволис и ушао је у Дом лордова. Од 1753. до 1760. био је пуковник 33. пешадијског пука. Следеће војне ангажовање имао је 1776. у Америчком рату за независност. Корнволис је био активан у претходницама многих похода. Нанео је америчкој војсци понижавајући пораз у бици код Камдена 1780. Међутим, предао је своју војску код Јорктауна у октобру 1781. након дужег похода кроз јужне државе које су обележиле несугласице између њега и његовог надређеног, генерала Хенрија Клинтона (што је обзнањено после рата).
Упркос овом поразу, Корнволис је задржао поверење низа узастопних британских влада и наставио је са активном службом. Добио је титулу витеза 1786. Исте године је постављен за генералног гувернера и врховног команданта у Индији. Тамо је спровео бројне значајне реформе у Источноиндијској компанији и њеним територијама, међу којима је Корнволисов код, чији је део, познат као Стално насељавање, увео значајне реформе опорезивања земљишта. Од 1789. до 1792. је водио британске и компанијске снаге у Трећем англо-мисорском рату у ком је поразио мисорског владара Типу Султана.
Након повратска у Енглеску 1794. Корнволис је постављен за главног генерала технике. Постављен је 1798. за лорда намесника и врховног командата у Ирској. На том месту је поразио Ирски устанак 1798. и француску инвазију Ирске и довео је Ирску у унију са Великом Британијом. Након службе у Ирској, Корнволис је био главни британски потписник Амијенског мира и поново је постављен на дужност у Индији. Умро је недуго по свом доласку.